# Stefan Torma
Stefan Torma (ur. 13 marca 1881 w Jaworowie, zm. 27 lipca 1924 w Warszawie) – podpułkownik taborów Wojska Polskiego, działacz niepodległościowy.

## Życiorys
Urodził się 13 marca 1881 w Jaworowie, w rodzinie Michała i Marii z Dymnickich. Po ukończeniu szkoły średniej służył w austriackim 8 galicyjskim pułku ułanów (20 marca 1898 do 30 października 1901). Od 1910 pracował jako kierownik biura „Fabryki Nafty Waleriana Stawiarskiego i Spółka w Krośnie”. Był członkiem i instruktorem Związku Strzeleckiego.
17 września 1914 z grupą 200 ochotników wyjechał z Krosna do Legionów Polskich. Początkowo dowodził 1. kompanią w batalionie Stanisława Collona-Walewskiego, a następnie tą samą kompanią w batalionie kpt. Tadeusza Andrzeja Terleckiego. Od 15 października 1914 dowodził 9. kompanią III batalionu 3 pułku piechoty. 20 października 1914 został mianowany porucznikiem. 16 czerwca 1915 został przydzielony do Intendentury Legionów Polskich, 21 listopada tego roku do Komendy III Brygady LP na stanowisko referenta intendentury, a 1 marca 1916 do Komendy Legionów Polskich na stanowisko oficera prowiantowego. 1 lipca 1916 awansował na kapitana prowiantowego. Od 31 lipca 1916 kierował Piekarnią Polową LP. Od 21 września 1917, po kryzysie przysięgowym, pełnił służbę w Polskim Korpusie Posiłkowym na stanowisku zastępcy dowódcy, a od 1 stycznia 1918 dowódcy taborów. Po bitwie pod Rarańczą (15–16 lutego 1918) został aresztowany i osadzony obozie internowanych w Huszt. Był jednym z oskarżonych w procesie legionistów w Marmaros-Sziget (8 czerwca – 2 października 1918). Po cesarskiej abolicji wyjechał do Warszawy.
5 listopada 1918 został przyjęty do Wojska Polskiego z byłego Polskiego Korpusu Posiłkowego, z zatwierdzeniem posiadanego stopnia rotmistrza. 14 listopada 1918 został przydzielony do Sekcji Gospodarczej Ministerstwa Spraw Wojskowych w Warszawie. 13 grudnia 1918, na własną prośbę („z powodu tragicznych przejść rodzinnych”), został zwolniony z służby czynnej i zaliczony do rezerwy. 27 listopada 1919 został powołany do służby czynnej i przydzielony do 1 Dywizji Legionów na stanowisko dowódcy taborów. 22 grudnia 1919 został przeniesiony z Dowództwa Taborów 1 Dywizji Legionów do 1 szwadronu zapasowego taborów z pozostawieniem na dotychczasowym stanowisku dowódcy taborów 1 DLeg..
W maju 1920 został przydzielony do Wojskowej Fabryki Wozów w Kielcach na stanowisko kierownika. 30 lipca 1920 został zatwierdzony z dniem 1 kwietnia 1920 w stopniu majora, w Korpusie Wojsk Taborowych, w grupie oficerów byłych Legionów Polskich. W kwietniu 1921 został przeniesiony do 7 dywizjonu taborów i przydzielony do Wojskowej Wytwórni Materiałów Taborowych w Poznaniu na stanowisko kierownika. 3 maja 1922 został zweryfikowany w stopniu podpułkownika ze starszeństwem od 1 czerwca 1919 i 10. lokatą w korpusie oficerów taborowych. Zmarł 27 lipca 1924 w Szpitalu Ujazdowskim w Warszawie, „po długich i ciężkich cierpieniach”. Trzy dni później został pochowany na Cmentarzu Wojskowym na Powązkach.
Był żonaty z Barbarą z Kunyszów, z którą miał pięcioro dzieci: Antoniego Stanisława (ur. 4 czerwca 1907), podporucznika piechoty rezerwy Wojska Polskiego, Stefana Jana (ur. 15 maja 1910), Michała Hipolita (ur. 20 sierpnia 1912), podporucznika piechoty rezerwy Wojska Polskiego, Romana Rudolfa (ur. 1914) i Kamilę Helenę (ur. 9 sierpnia 1905).

## Ordery i odznaczenia
- Krzyż Niepodległości – pośmiertnie 16 marca 1937 „za pracę w dziele odzyskania niepodległości”[21][1][22]
- Krzyż Walecznych trzykrotnie – 6 stycznia 1923 „za czyny orężne w bojach b. 3 pp Leg. Pol.”[23][12]